# Suzuki Shōsan

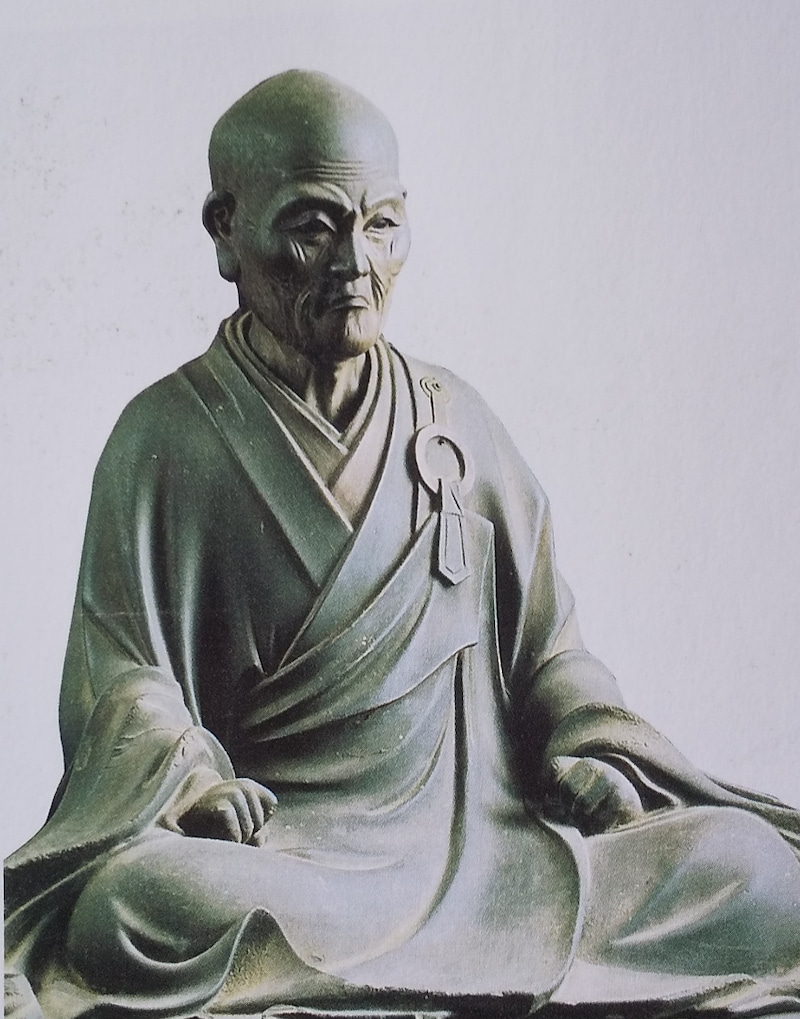
Suzuki Shōsan

Suzuki Shōsan (japanisch 鈴木 正三; geboren 5. Februar 1579 in der Provinz Mikawa; gestorben 28. Juli 1655) war ein japanischer Zen-Buddhist und Moralist.

## Leben und Wirken
Suzuki wurde als Sohn einer Samurai-Familie geboren. Tokugawa Ieyasu und sein Sohn Hidetada, in deren Dienste er arbeitete, gewährten ihm ein Einkommen von 200 Koku. Er kämpfte im Jahr 1600 in der Schlacht von Sekigahara und beteiligte sich 1614/1615 an der Belagerung von Osaka. 1619 ließ er sich den Kopf kahl scheren (剃髪, Teihatsu) und wurde Mönch.
Suzuki anerkannte keinen Meister und befand sich daher außerhalb des  Sōtō-Buddhismus oder des Rinzai-Buddhismus, wobei er Sōtō ein wenig zugewandt war. Extrem kämpferisch und loyal strebte er an. alle Arten von Todesängsten zu überwinden. Er drängte das Shogunat, den wahren Buddhismus, wie er ihn in einer einfachen, aber in anstrengenden Weise lehrte, zu verkünden. Er erreichte das erste Ziel, verfehlte aber das zweite. Er verkündete, dass die Arbeit jedes Menschen, welcher Art auch immer, lohnend und zudem der Weg zur Erleuchtung sei. Er drängte seine Hörer auch dazu, die Nembutsu-Verse zu rezitieren, eine Praktik der Vergegenwärtigung von Buddha, die gewöhnlich nicht mit dem Zen-Buddhismus in Verbindung gebracht wird.
Letztendlich blieb Shōsan unabhängig und schloss sich weder einer institutionellen Zen-Struktur noch einer anderen buddhistischen Schule an. Er gründete weder eine Linie noch eine unabhängige Schule, die seine Lehren nach seinem Tod weitergegeben hätte. Stattdessen betonte er den religiösen Charakter der überlieferten Berufe in der japanischen Gesellschaft und ermutigte nachdrücklich zu einer im täglichen Leben verankerten Praxis.

## Werke

### Japanisch
- Ninin bikuni (二人比丘尼) – „Zwei Nonnen“ (1664)
- Inga monogatari (因果物語) – „Inga-Erzählung“[Anm. 1]
- Nembutsu zōshi (念仏草子) – „Nembutsu-Büchlein“,
- Roankyō (驢鞍橋) – „Eselsbrücke“, „Mōanjō“ (盲安杖) – „Blindenstock“
- Fumoto no kusawake (麓草分) – „Kräuter am Fuß der Berge“.

### Deutsch
- Du wirst sterben. Der Zen-Krieger, Angcor-Verlag